# Auf der Gugl
Auf der Gugl, kurz die Gugl, ist eine Straße in der oberösterreichischen Landeshauptstadt Linz. Sie verläuft von der Roseggerstraße im statistischen Bezirk Froschberg bzw. der Katastralgemeinde Waldegg bis zur Bockgasse.

## Geschichte
Die Straße wurde benannt 1913 nach einer Flurbezeichnung „Gugl“ = Kogl.

## Lage und Charakteristik
Die Straße verläuft von der Roseggerstraße mäandrierend etwa in südlicher Richtung zur Bockgasse. Entlang der Straße erstrecken sich die Bauernberganlagen und befinden sich einige historische Villen. Das hier befindliche Linzer Stadion wird umgangssprachlich aufgrund seiner Lage ebenso als Gugl bezeichnet.

## Gebäude
In Nummer 3 befindet sich die Landwirtschaftskammer von Oberösterreich.